# Passiflora umbilicata
Passiflora umbilicata är en passionsblomsväxtart som först beskrevs av August Heinrich Rudolf Grisebach, och fick sitt nu gällande namn av Hermann August Theodor Harms. Passiflora umbilicata ingår i släktet passionsblommor, och familjen passionsblomsväxter. Inga underarter finns listade i Catalogue of Life.

## Bildgalleri

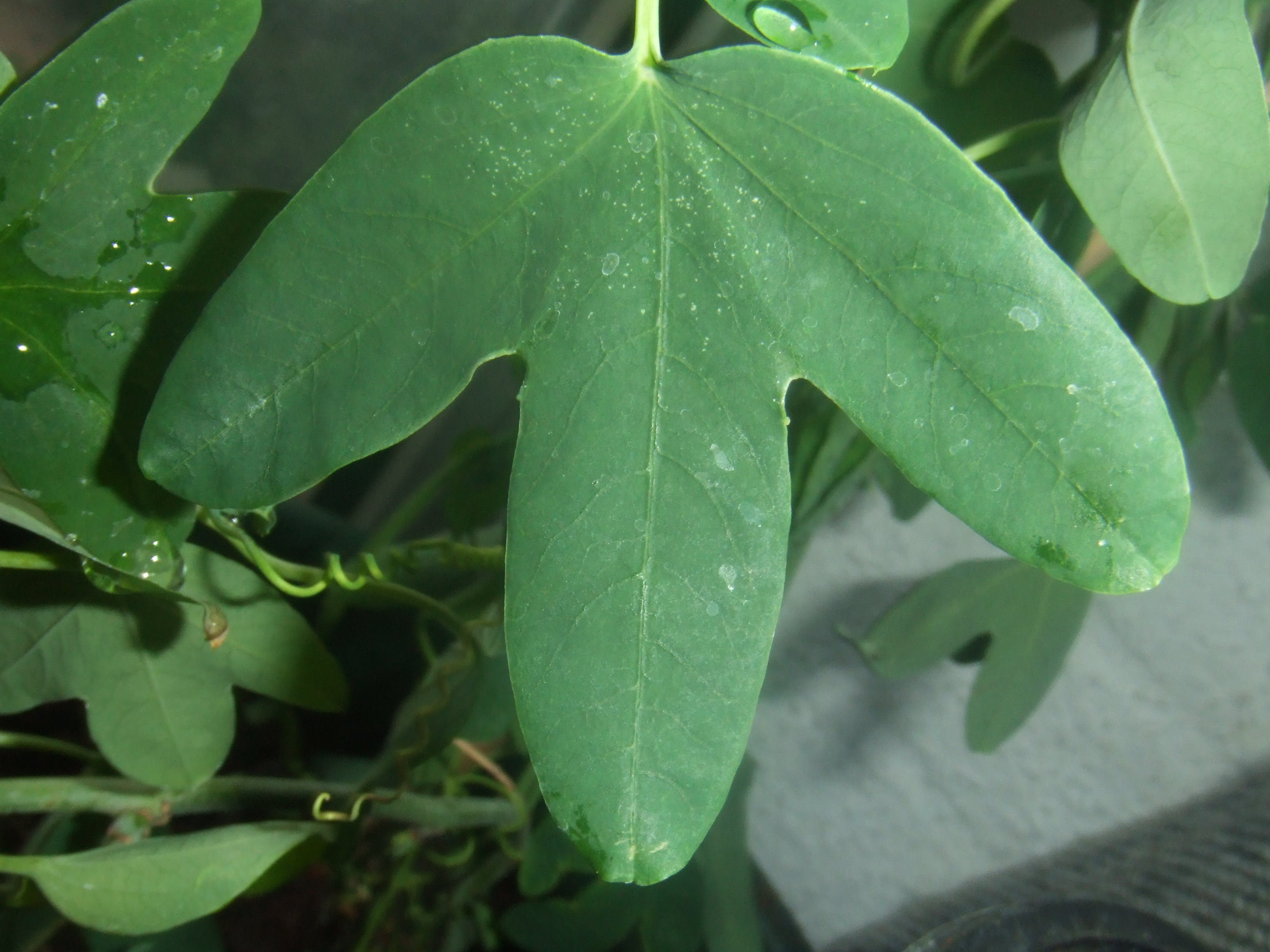
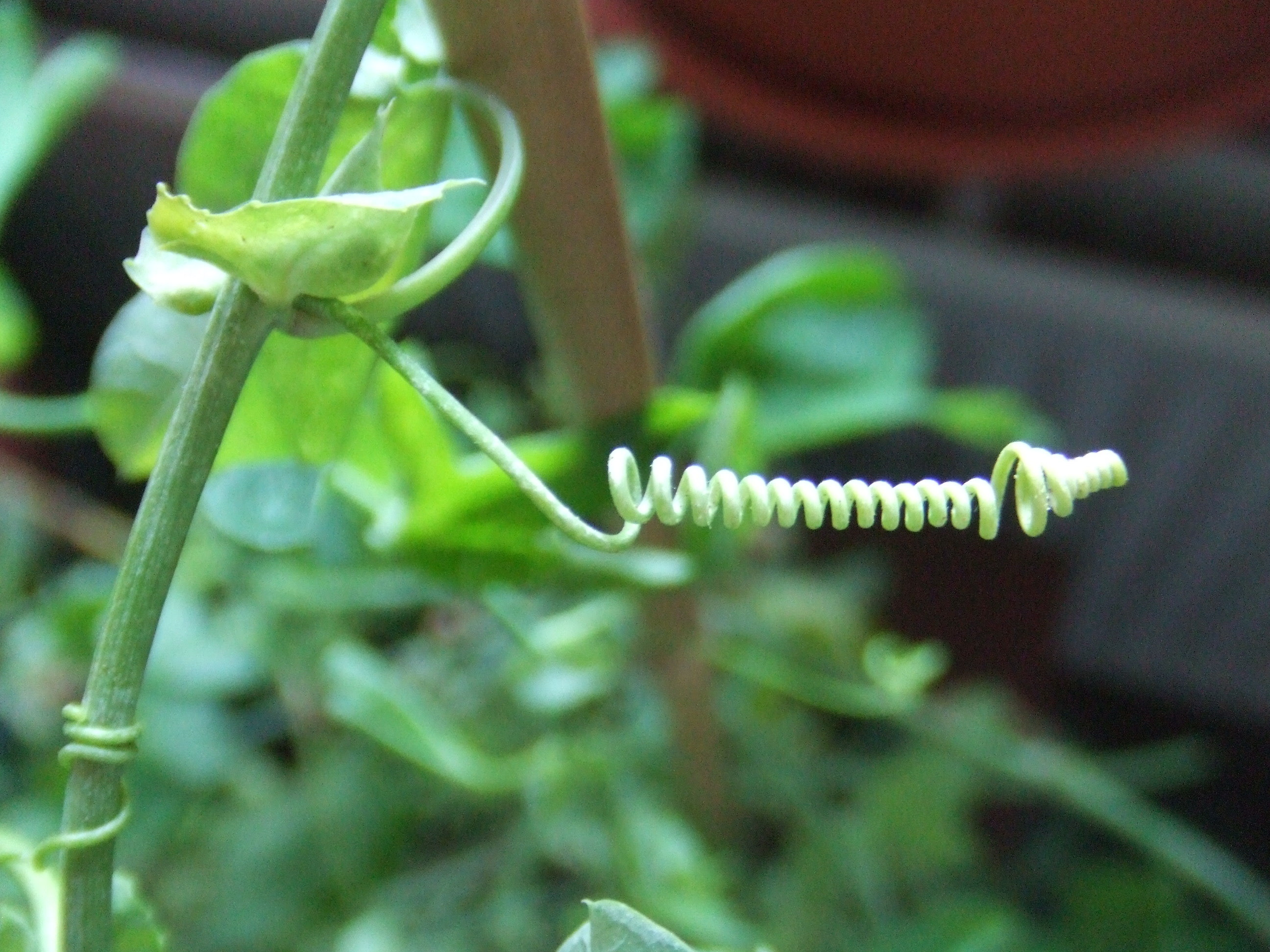